# Lente elettrostatica
Una lente elettrostatica è una lente che utilizza un campo elettrostatico per concentrare in un punto un fascio di particelle cariche. Sono usate nei microscopi elettronici.

## Lente cilindrica
Una lente cilindrica è una lente formata da vari cilindri paralleli e perpendicolari all'asse da cui le particelle hanno origine. La funzionalità di lente è causata dal fatto che ogni cilindro ha un tensione diversa, lo spazio tra i cilindri agisce quindi da lente. Una lente cilindrica ha una lente defocalizzante, una lente focalizzante e una seconda lente defocalizzante; con indice di rifrangenza idealmente uguale a zero.

## Lente di Einzel
Una lente di Einzel è una lente che converge le particelle cariche senza cambiarne l'energia. E costituita da aperture cilindriche o rettangolari cariche.